# PMV-820-1
La carretera PMV-820-1 es una variante de la nacional PM-820, carretera principal de la isla de Formentera. Se inicia en la localidad de San Francisco Javier y concluye en el punto más al sud de la isla (Faro des Cap). En su recorrido atraviesa la capital de la isla San Francisco Javier por el tramo de carretera urbana llamada Carrer Pla des Rei, también, atraviesa la Venda des Cap. Tiene una longitud total de 6,5 kilómetros aproximado.

## Nomenclatura
Dicha carretera dispone del correspondiente identificador :  ZZ-????  (Señal S-450), pertenece a la Red Local y Rural, que según la Ley 5/1990, de 24 de mayo, de Carreteras de la Comunidad Autónoma de las Islas Baleares, es titularidad del Ayuntamiento, en el caso de Formentera, Consejo Insular de Formentera.

## Objetivo
En algunas provincias, todavía existen Carreteras Locales de la Diputación Provincial, que conservan su denominación utilizando el código identificativo de la provincia YY, seguido de una "P" o una "V" según se trate de carreteras locales de importancia Provincial o Vecinal:
 YY-P-????  con la "P" de Provincial.
Estas carreteras locales tienen como cometido comunicar entre sí distintas poblaciones, o conectar entre sí carreteras de mayor importancia en la red.
 YY-V-????  con la "V" de Vecinal. También aparecían a veces como  CV-????  con "CV" de Camino Vecinal.
Estas carreteras locales tienen como cometido proporcionar acceso a las poblaciones aisladas, u a otros puntos de interés, desde una carretera de mayor importancia.
En este caso la PMV-820-1 tiene como objetivo comunicar la zona rural de Cap de Barbaria con la capital de la isla y la principal carretera PM-820.